# Heribert Schmitz (Theologe, 1929)
Heribert Schmitz (* 8. November 1929 in Koblenz; † 8. August 2018 in München) war ein römisch-katholischer Prälat, katholischer Theologe und Kirchenrechtler sowie Mitglied des Bayerischen Senats. Er zählte zu den führenden katholischen Kirchenrechtlern in Deutschland.

## Leben
Heribert Schmitz trat nach seinem Abitur 1949 in das Bischöfliche Priesterseminar Trier ein und studierte an der Philosophisch-Theologischen Hochschule bzw. Theologischen Fakultät Trier Philosophie und Katholische Theologie. Am 26. März 1955 empfing er in Trier die Priesterweihe und war von 1955 bis 1958 Kaplan in Saarbrücken-Burbach (St. Eligius). Im Jahr 1963 wurde er in München am Kanonistischen Institut der Universität München mit einer kanonistischen Dissertation über Die Gesetzessystematik des Codex juris canonici: Liber 1-3 zum Dr. iur. can. promoviert. Im Jahr 1966 habilitierte er sich und erhielt die venia legendi für Kirchenrecht und Kirchliche Rechtsgeschichte durch die Katholisch-Theologische Fakultät der Universität München.
Im Jahr 1965 erhielt er einen Ruf auf die Professur für Kirchenrecht an der Philosophisch-theologischen Hochschule Passau; 1967 wechselte er auf die Professur für Kirchenrecht an die Theologische Fakultät Trier. Von 1971 bis 1996 war er ordentlicher Professor für Kirchenrecht, ab 1978 für „Kirchenrecht, insbesondere für Verwaltungsrecht und Kirchliche Rechtsgeschichte“ an der Ludwig-Maximilians-Universität München. Von 1981 bis 1986 war er Prodekan und Dekan sowie Vorstand des Kanonistischen Instituts. 1996 wurde er emeritiert.
1986 ernannte ihn Papst Johannes Paul II. zum Päpstlichen Ehrenprälaten. Schmitz war als Vertreter der römisch-katholischen Kirche zudem von 1994 bis 1999 Abgeordneter des Bayerischen Senats.

## Wirken
20 Jahre lang war er Vorsitzender der Arbeitsgemeinschaft der Kirchenrechtler, von 1975 bis 1995 war er Sprecher der Arbeitsgemeinschaft der Fachvertreter Kirchenrecht. Schmitz war ferner einer der wichtigen Berater der Deutschen Bischofskonferenz und des Vatikans in kanonistischen Fragen.
Schmitz hat an einigen Standardwerken zum Kirchenrecht maßgeblich mitgewirkt. So war er einer der Mitherausgeber des Handbuchs des katholischen Kirchenrechts und gab zusammen mit seinem Nachfolger, Stephan Haering OSB, ein neues Lexikon des Kirchenrechts heraus. Er wirkte als Mitglied der Päpstlichen Kommission maßgeblich an der Reform des kirchlichen Rechtsbuches CIC mit. Vor allem galt er als Fachmann auf dem Gebiet des kirchlichen Verwaltungsrechts und des kirchlichen Hochschulrechts und war Konsultor des Päpstlichen Rates für die authentische Interpretation von Gesetzen.
Das 1947 von Klaus Mörsdorf gegründete Kanonistische Institut an der Universität München, an dem der kirchenrechtliche Nachwuchs für die Wissenschaft und den kirchlichen Dienst ausgebildet wird, hat er entscheidend geprägt.

## Ehrungen und Auszeichnungen
- Päpstlicher Ehrenprälat (1986)
- Festschrift zum 65. Geburtstag (1994)
- Bundesverdienstkreuz 1. Klasse des Verdienstordens der Bundesrepublik Deutschland (2001)

## Schriften (Auswahl)
- Studien zur kirchlichen Rechtskultur (= Forschungen zur Kirchenrechtswissenschaft. Bd. 34). Echter, Würzburg 2005, ISBN 3-429-02689-X.
- Die Liturgie-Instruktion „Redemptionis sacramentum“ von 2004. Kirchenrechtliche Anmerkungen zum Erlaß der Kongregation für den Gottesdienst und die Sakramentenordnung vom 25. März 2004 (= Adnotationes in ius canonicum. Bd. 36). Peter Lang, Frankfurt am Main u. a. 2005, ISBN 3-631-54010-8.
- Domkapitel in Deutschland nach der Vatikanischen Wende. Skizzen – Infos – Stolpersteine. Presseamt des Erzbistums Köln, Köln 1998.
- Tendenzen nachkonziliarer Gesetzgebung. Sichtung und Wertung. In: Archiv für katholisches Kirchenrecht. Bd. 146, 1977, S. 381–419, (Unveränderter Nachdruck, selbständig: (= Canonistica. Bd. 2). Paulinus-Verlag, Trier 1979, ISBN 3-7902-0310-6).
- Die Gesetzessystematik des Codex juris canonici Liber 1–3 (= Münchener theologische Studien. 3: Kanonistische Abteilung. Bd. 18, ISSN 0580-1397). München, Hueber 1963, (Zugleich: München, Universität, Dissertation, vom 21. Juli 1962).